# Джерело «Федірчик»
Джерело «Федірчик» — гідрологічна пам'ятка природи місцевого значення. Розташована на території Конатковецької сільської ради Шаргородського району Вінницької області між селами Конатківці та Будне. Оголошена відповідно до Рішення Вінницького облвиконкому від 29.08.1984 р. № 371. Охороняється цінне великодебітне джерело ґрунтової води, що живлять р. Кадуб і має водорегулююче значення.